# Finn Tveter
Finn Ivar Tveter (Oslo, 19 de noviembre de 1947-Oslo, 30 de julio de 2018) fue un deportista noruego que compitió en remo.
Participó en dos Juegos Olímpicos de Verano en los años 1972 y 1976, obteniendo una medalla de plata en Montreal 1976 en la prueba de cuatro sin timonel. Ganó una medalla de bronce en el Campeonato Mundial de Remo de 1970.

## Palmarés internacional
| Juegos Olímpicos   | Juegos Olímpicos        | Juegos Olímpicos  | Juegos Olímpicos   |
| Año                | Lugar                   | Medalla           | Prueba             |
| ------------------ | ----------------------- | ----------------- | ------------------ |
| 1976               | Montreal (Canadá)       | Medalla de plata  | Cuatro sin timonel |
| Campeonato Mundial |                         |                   |                    |
| Año                | Lugar                   | Medalla           | Prueba             |
| 1970               | St. Catharines (Canadá) | Medalla de bronce | Cuatro con timonel |